# Myrmeleon dalloninus
Myrmeleon dalloninus är en insektsart som först beskrevs av Navás 1937.  Myrmeleon dalloninus ingår i släktet Myrmeleon och familjen myrlejonsländor. Inga underarter finns listade i Catalogue of Life.